# Andrea Piccini
Andrea Piccini (ur. 12 grudnia 1978 roku w Sansepolcro) – włoski kierowca wyścigowy.

## Kariera
Piccini rozpoczął karierę w wyścigach samochodowych w 1997 roku od startów w Europejskiej Formule Opel oraz Formule Opel Lotus. W obu seriach uplasował się na dziesiątym miejscu w klasyfikacji generalnej. W Formule Opel Challenge nie był klasyfikowany. W późniejszych latach pojawiał się także w stawce Formuły 3000, FIA GT Championship, Le Mans Endurance Series, 24-godzinnego wyścigu Le Mans, American Le Mans Series, International GT Open, French GT Championship, FIA GT3 European Cup, Le Mans Series, FIA GT1 World Championship, Belcar Endurance Championship, 24h Nürburgring, Blancpain Endurance Series, VLN Endurance, Swedish GT oraz ADAC GT Masters.
W Formule 3000 Włoch startował w latach 1999-2001. W każdym z sezonu dokładnie raz zdobywał punkty. Z dorobkiem odpowiednio jednego, trzech oraz dwóch punktów uplasował się odpowiednio na 18, 20 i 19 pozycji w końcowej klasyfikacji kierowców.